# Ебелсбах
Ебелсбах (њем. Ebelsbach) општина је у њемачкој савезној држави Баварска. Једно је од 26 општинских средишта округа Хасберге. Према процјени из 2010. у општини је живјело 3.843 становника. Посједује регионалну шифру (AGS) 9674129.

## Географски и демографски подаци
Ебелсбах се налази у савезној држави Баварска у округу Хасберге. Општина се налази на надморској висини од 228 метара. Површина општине износи 25,8 km². У самом мјесту је, према процјени из 2010. године, живјело 3.843 становника. Просјечна густина становништва износи 149 становника/km².